# Czołki
Czołki (prononciation [ˈt͡ʂɔu̯ki]) est un village de la gmina de Sitno, du powiat de Zamość, dans la voïvodie de Lublin, situé dans l'est de la Pologne.
Il se situe à environ 4 kilomètres à l'ouest de Sitno (siège de la gmina), 7 kilomètres au nord-est de Zamość (siège du powiat) et 75 kilomètres au sud-est de Lublin (capitale de la voïvodie).
Sa population s'élevait à 396 habitants en 2008.

## Administration
De 1975 à 1998, le village est attaché administrativement à l'ancienne voïvodie de Zamość.

Depuis 1999, il fait partie de la nouvelle voïvodie de Lublin.